# Boulevard des Airs
Boulevard des Airs (en ocasiones abreviado como BDA) es una banda francesa originaria de Tarbes, en los Altos Pirineos. Formado en 2004, el grupo toca una mezcla de estilos que incluyen música del mundo, pop y música electrónica. Boulevard des Airs está compuesto de siete integrantes y canta mayoritariamente en francés, aunque también incorporan frases y párrafos en español.

## Historia
Boulevard des Airs se formó en 2004 en la escuela secundaria Marie Curie en Tarbes en el departamento de Altos Pirineos por iniciativa de dos amigos, Sylvain Duthu y Florent Dasque.
Después de firmar con el sello de Sony Music, su primer álbum de estudio, titulado Paris-Buenos Aires, salió a la venta el 17 de octubre de 2011, siendo certificado disco de oro por el SNEP. Fue seguido por una gira por toda Francia, así como Bélgica, España, Canadá y Suiza. Le siguió un segundo álbum en 2013, Les Appareuses Trompences, aunque el grupo alcanzó reconocimiento internacional con su tercer disco, Bruxelles, publicado el 1 de junio de 2015. Bruxelles fue certificado como doble disco de platino, con más de 200 000 copias vendidas, y el sencillo homónimo escaló hasta la posición número 11 en las listas musicales belgas.
Finalizado el tour promocional de Bruxelles, con fechas en varios países de Europa y América del Sur, el 31 de agosto de 2018 la banda anunció su cuarto álbum Je me dis que toi aussi, cuyo sencillo principal homónimo fue galardonado en las Victoires de la Musique de 2019 en la categoría de "Mejor canción original del año". Ese mismo año colaboraron con el cantautor Vianney en la canción «Allez reste», que fue el sencillo más reproducido del año en la radio y fue certificado disco de platino.
En 2020 fueron nominados a los NRJ Music Awards en la categoría de "Mejor grupo o dúo francófono del año", perdiendo ante Vitaa y Slimane. Un año más tarde, en la primavera de 2021, lanzaron su quinto álbum, Loin des yeux.

## Integrantes
- Jean-Noël Dasque: guitarra
- Sylvain Duthu: voz
- Florent Dasque: voz, guitarra
- Jérémie Plante: piano
- Jean-Baptiste Labe: trombón
- Laurent Garnier: bajo, teclados
- Ernst Carree: batería

## Discografía

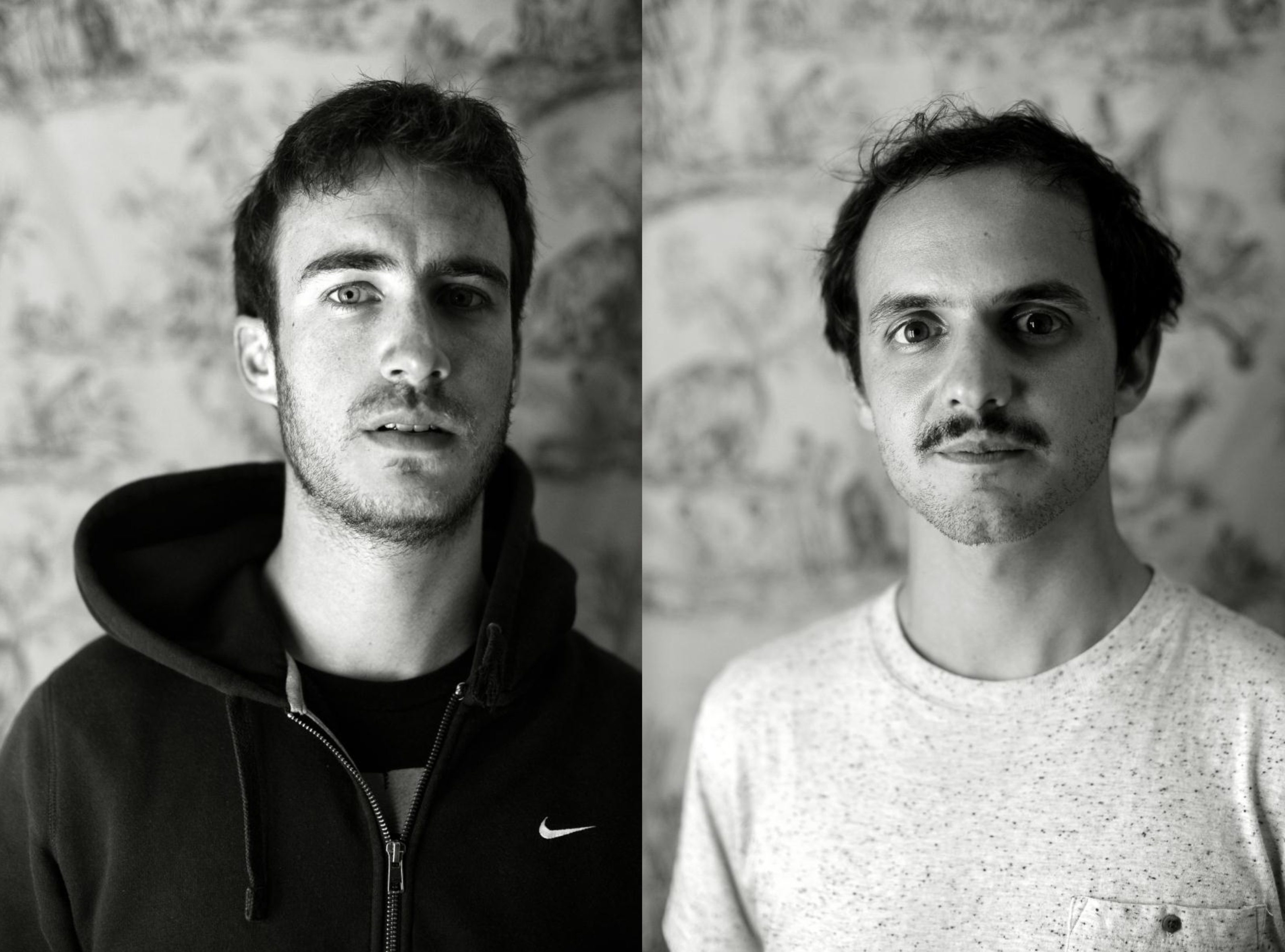
Florent Dasque y Sylvain Duthu, los dos vocalistas y compositores de BDA.

### Álbumes de estudio
| Año  | Álbum                     | Posiciones en listas musicales | Posiciones en listas musicales | Posiciones en listas musicales | Certificaciones    |
| Año  | Álbum                     | FR                             | BEL (Val.)                     | SUI                            | Certificaciones    |
| ---- | ------------------------- | ------------------------------ | ------------------------------ | ------------------------------ | ------------------ |
| 2011 | Paris-Buenos Aires        | 24                             | –                              | –                              | - SNEP: Oro        |
| 2013 | Les Appareuses trompences | 31                             | –                              | –                              |                    |
| 2015 | Bruxelles                 | 10                             | 16                             | –                              | - SNEP: x2 Platino |
| 2018 | Je me dis que toi aussi   | 4                              | 8                              | 42                             | - SNEP: Oro        |
| 2021 | Loin des yeux             | 9                              | 22                             | 26                             |                    |

### EPs
| Título      | Detalles del EP                                                                 | Posiciones en listas musicales | Posiciones en listas musicales |
| Título      | Detalles del EP                                                                 | FRA                            | BEL (Val.)                     |
| ----------- | ------------------------------------------------------------------------------- | ------------------------------ | ------------------------------ |
| Cielo Ciego | - Publicación: 2011 - Discográfica: Sony Music - Formatos: CD, descarga digital | –                              | –                              |

### Sencillos
- 2011 : Cielo Ciego
- 2012 : San Clemente (Je voulais vous parler des femmes)
- 2012 : Mundo loco
- 2013 : Bla bla
- 2015 : Emmène-moi
- 2016 : Bruxelles
- 2016 : Ce gamin-là
- 2016 : Demain de bon matin
- 2018 : Je me dis que toi aussi
- 2018 : Tout le temps
- 2019 : Allez reste (con Vianney)
- 2019 : Si la vie avance
- 2019 : Tous les deux (con Patrick Bruel)
- 2020 : Emmène-moi (feat. L.E.J)
- 2020 : Tu seras la dernière (feat. Lola Dubini)
- 2021 : Bruxelles (feat. LUNIS)